# Bistum Floriano
Das Bistum Floriano (lateinisch Dioecesis Florianensis, portugiesisch Diocese de Floriano) ist eine in Brasilien gelegene römisch-katholische Diözese mit Sitz in Floriano im Bundesstaat Piauí.

## Geschichte
Das Bistum Floriano wurde am 27. Februar 2008 durch Papst Benedikt XVI. mit der Apostolischen Konstitution Brasiliensium fidelium durch die Teilung des Bistums Oeiras-Floriano errichtet und dem Erzbistum Teresina als Suffraganbistum unterstellt.

## Bischöfe von Floriano
- Augusto Alves da Rocha, 2008–2010
- Valdemir Ferreira dos Santos, 2010–2016, dann Bischof von Amargosa
- Edivalter Andrade, 2017–2023, dann Bischof von Parnaíba
- Júlio César Souza de Jesus, seit 2024